# Leutiola
Leutiola is een geslacht van wantsen uit de familie van de Miridae (Blindwantsen). Het geslacht werd voor het eerst wetenschappelijk beschreven door Wyniger in 2012.

## Soorten
Het genus bevat de volgende soorten:

- Leutiola ajo (Knight, 1968)
- Leutiola mapa Wyniger, 2012
- Leutiola mexicana Wyniger, 2012